# Barqi Tojik
Barqi Tojik (tadschikisch Барқи Тоҷик Barqi Todschik) ist ein staatliches Energieunternehmen in Tadschikistan. Das Unternehmen ist als Joint-stock Company in Staatsbesitz organisiert und hat ihren Hauptsitz in der tadschikischen Hauptstadt Duschanbe.

## Geschichte
Das Unternehmen bestand als Staatskonzern bereits in der Sowjet-Ära und gehörte damals komplett der Sowjetunion. Am 27. August 1991 wurden alle Anteile an den neuen Staat Tadschikistan überschrieben, der 9. September offiziell unabhängig wurde.

## Tätigkeit
Barqi Tojik ist in den Bereichen Stromerzeugung, Stromtransport und im regionalen Stromhandel tätig. Das Unternehmen produziert Strom vor allem durch 44 Turbinen in fünf Wasserkraftwerken, die im bergigen Tadschikistan einen wichtigen Beitrag zum nationalen Energiemix beitragen. Zu den Wasserkraftwerken des Konzerns zählt mit dem Nurek-Staudamm auch die zweithöchste Talsperre der Erde. Auch bei regionalen Großprojekten wie der Stromtrasse CASA-1000 zwischen Zentral- und Südasien ist Barqi Tojik beteiligt. Außerdem arbeitet der Konzern mit Unterstützung der Weltbank an einem Projekt zur Reduktion der Energieverluste in Tadschikistan. Im Jahr 2018 erzielte der Konzern     durch die Stromerzeugung Einnahmen von 222 Millionen US-Dollar. Auch der Energieexport spielt eine wichtige Rolle für das Unternehmen. Abnehmerländer sind vor allem Usbekistan, Kirgisistan und Afghanistan. Die Einnahmen aus diesen Exporten, die 12,1 % der nationalen Stromerzeugung ausmachten, betrugen 77 Millionen US-Dollar. Angesichts der schlechten Energieversorgung in Tadschikistan sorgten die steigenden Energieexporte auch für Kritik.